# Ligament ischio-fémoral
Le ligament ischio-fémoral (ou ligament ischio-sus-cervical de Farabeuf) est un ligament de l'articulation coxale.

## Description
Le ligament ischio-fémoral est constitué d'une bande fibreuse triangulaire située sur la face postérieure de l'articulation coxale.
Ses fibres se fixent sur l'ischium en un point en dessous et à l'arrière de l'acétabulum. Elles se fondent avec les fibres circulaires de l'extrémité postérieure de la capsule articulaire (zone orbiculaire de l’articulation coxale). Elles se terminent en s'attachant en avant de la fosse trochantérienne.
Ce ligament limite la rotation interne de la hanche, que la hanche soit fléchie, étendue ou en position neutre.